# ساندرا درزيمالسكا
ساندرا درزيمالسكا (مواليد 24 يوليو 1993) هي ممثلة بولندية، أشتهرت لدورها في مسلسل سكسيفاي.

## روابط خارجية
- ساندرا درزيمالسكا على موقع IMDb (الإنجليزية)
- ساندرا درزيمالسكا على موقع قاعدة بيانات الفيلم (الإنجليزية)